# Grand Prix de Macao de Formule 3 2005
Le Grand Prix de Macao de Formule 3 2005 est la 52e édition de l'épreuve macanaise réservée aux monoplaces de Formule 3. Elle s'est déroulée du 17 au 20 novembre 2005 sur le tracé urbain de Guia.

## Engagés
| Écurie              | Voiture                | no | Pilotes                |
| ------------------- | ---------------------- | -- | ---------------------- |
| ASM Formule 3       | Dallara Mercedes-HWA   | 1  | Loïc Duval             |
| ASM Formule 3       | Dallara Mercedes-HWA   | 2  | Sebastian Vettel       |
| Tom's               | Dallara Toyota-Tom's   | 3  | João Paulo de Oliveira |
| Tom's               | Dallara Toyota-Tom's   | 4  | Kazuki Nakajima        |
| Carlin Motorsport   | Dallara Honda-Mugen NB | 5  | Robert Kubica          |
| Carlin Motorsport   | Dallara Honda-Mugen NB | 6  | Charlie Kimball        |
| Carlin Motorsport   | Dallara Honda-Mugen NB | 7  | Christian Bakkerud     |
| Manor Motorsport    | Dallara Mercedes-HWA   | 8  | Lucas di Grassi        |
| Manor Motorsport    | Dallara Mercedes-HWA   | 9  | Mike Conway            |
| Three Bond Racing   | Dallara Nissan-Tomei   | 10 | Naoki Yokomizo         |
| Prema Powerteam     | Dallara Opel-Spiess    | 11 | Franck Perera          |
| Prema Powerteam     | Dallara Opel-Spiess    | 12 | Dan Clarke             |
| Signature-Plus      | Dallara Opel-Spiess    | 14 | Romain Grosjean        |
| Signature-Plus      | Dallara Opel-Spiess    | 15 | Guillaume Moreau       |
| Signature           | SLC Opel-Spiess        | 16 | Fabio Carbone          |
| HBR Motorsport      | Dallara Opel-Spiess    | 17 | Filip Salaquarda       |
| HBR Motorsport      | Dallara Mercedes-HWA   | 18 | Rodolfo Avila          |
| Ombra S.R.L         | Dallara Honda-Mugen NB | 19 | Matteo Cressoni        |
| Opel Team Rosberg   | Dallara Opel-Spiess    | 20 | Paolo Montin           |
| Promatecme F3       | Lola Honda-Mugen NB    | 21 | Steven Kane            |
| Menu Motorsport     | Dallara Opel-Spiess    | 22 | Stephen Jelley         |
| TME Racing          | Dallara Toyota-Tom's   | 23 | Michael Ho             |
| TME Racing          | Dallara Toyota-Tom's   | 24 | Danny Watts            |
| ZAP Speed           | Dallara Toyota-Tom's   | 26 | Daisuke Ikeda          |
| NOW Motor Sports    | Dallara Toyota-Tom's   | 27 | Taku Bamba             |
| Double R Racing     | Dallara Honda-Mugen NB | 28 | Bruno Senna            |
| Jo Merszei          | Dallara Honda-Mugen NB | 29 | Jo Merszei             |
| Alan Docking Racing | Dallara Mugen NB       | 30 | Karl Reindler          |
| Edenbridge Racing   | Dallara Mugen NB       | 32 | Lou Meng Cheong        |
| Swiss Racing Team   | Dallara Opel-Spiess    | 33 | Kit Meng Lei           |

- Provisoirement inscrit pour la course, Taku Bamba et son écurie, NOW Motor Sports, ne participeront pas à l'épreuve de Macao.

## Grille de départ
La grille de départ a été déterminée par une course qualificative de 10 tours remportée par le Français Loïc Duval en 22 min 19 s 317.
| 1re ligne : | 1re ligne : | 1.Loïc Duval ( France)                    | 2.Robert Kubica ( Pologne)         |
| 2e ligne :  | 2e ligne :  | 3.Lucas di Grassi ( Brésil)               | 4.Mike Conway ( Royaume-Uni)       |
| 3e ligne :  | 3e ligne :  | 5.Paolo Montin ( Italie)                  | 6.João Paulo de Oliveira ( Brésil) |
| 4e ligne :  | 4e ligne :  | 7.Kazuki Nakajima ( Japon)                | 8.Sebastian Vettel ( Allemagne)    |
| 5e ligne :  | 5e ligne :  | 9.Charlie Kimball ( États-Unis)           | 10.Danny Watts ( Royaume-Uni)      |
| 6e ligne :  | 6e ligne :  | 11.Christian Bakkerud ( Danemark)         | 12.Guillaume Moreau ( France)      |
| 7e ligne :  | 7e ligne :  | 13.Dan Clarke ( Royaume-Uni)              | 14.Naoki Yokomizo ( Japon)         |
| 8e ligne :  | 8e ligne :  | 15.Franck Perera ( France)                | 16.Romain Grosjean ( France)       |
| 9e ligne :  | 9e ligne :  | 17.Karl Reindler ( Australie)             | 18.Steven Kane ( Royaume-Uni)      |
| 10e ligne : | 10e ligne : | 19.Fabio Carbone ( Brésil)                | 20.Daisuke Ikeda ( Japon)          |
| 11e ligne : | 11e ligne : | 21.Stephen Jelley ( Royaume-Uni)          | 22.Kohei Hirate ( Japon)           |
| 12e ligne : | 12e ligne : | 23.Filip Salaquarda ( République tchèque) | 24.Rodolfo Avila ( Macao)          |
| 13e ligne : | 13e ligne : | 25.Michael Ho ( Macao)                    | 26.Jo Merszei ( Macao)             |
| 14e ligne : | 14e ligne : | 27.Kit Meng Lei ( Macao)                  | 28.Lou Meng Cheong ( Macao)        |
| 15e ligne : | 15e ligne : | 29.Bruno Senna ( Brésil)                  |                                    |

## Classement
| Pos. | Pilote                 | Voiture              | Tours | Temps/Abandon   | Gain de place |
| ---- | ---------------------- | -------------------- | ----- | --------------- | ------------- |
| 1    | Lucas di Grassi        | Dallara Mercedes-HWA | 15    | 40 min 49 s 730 | +2            |
| 2    | Robert Kubica          | Dallara Honda-Mugen  | 15    | +0 s 659        | =             |
| 3    | Sebastian Vettel       | Dallara Mercedes-HWA | 15    | +3 s 924        | +5            |
| 4    | João Paulo de Oliveira | Dallara Honda-Mugen  | 15    | +7 s 003        | +2            |
| 5    | Kazuki Nakajima        | Dallara Toyota-Tom's | 15    | +8 s 619        | +2            |
| 6    | Loïc Duval             | Dallara Mercedes-HWA | 15    | +8 s 705        | -5            |
| 7    | Christian Bakkerud     | Dallara Honda-Mugen  | 15    | +11 s 185       | +4            |
| 8    | Paolo Montin           | Dallara Honda-Mugen  | 15    | +12 s 490       | -3            |
| 9    | Romain Grosjean        | Dallara Opel-Spiess  | 15    | +13 s 007       | +7            |
| 10   | Franck Perera          | Dallara Opel-Spiess  | 15    | +13 s 290       | +5            |
| 11   | Guillaume Moreau       | Dallara Opel-Spiess  | 15    | +13 s 890       | +1            |
| 12   | Fabio Carbone          | SLC Opel-Spiess      | 15    | +16 s 445       | +7            |
| 13   | Karl Reindler          | Dallara Honda-Mugen  | 15    | +17 s 334       | +4            |
| 14   | Mike Conway            | Dallara Mercedes-HWA | 15    | +17 s 808       | -10           |
| 15   | Michael Ho             | Dallara Toyota-Tom's | 15    | +26 s 120       | +10           |
| 16   | Rodolfo Avila          | Dallara Mercedes-HWA | 15    | +28 s 615       | +8            |
| 17   | Daisuke Ikeda          | Dallara Toyota-Tom's | 14    | +1 tour         | +3            |
| 18   | Kit Meng Lei           | Dallara Opel-Spiess  | 14    | +1 tour         | +9            |
| 19   | Jo Merszei             | Dallara Honda-Mugen  | 14    | +1 tour         | +7            |
| 20   | Steven Kane            | Dallara Honda-Mugen  | 13    | +2 tours        | -2            |
| Ab.  | Lou Meng Cheong        | Dallara Honda-Mugen  | 10    | Retrait         | +7            |
| Ab.  | Dan Clarke             | Dallara Opel-Spiess  | 9     | Collision       | -9            |
| Ab.  | Charlie Kimball        | Dallara Honda-Mugen  | 9     | Collision       | -14           |
| Ab.  | Danny Watts            | Dallara Toyota-Tom's | 9     | Collision       | -14           |
| Ab.  | Stephen Jelley         | Dallara Opel-Spiess  | 8     | Retrait         | -4            |
| Ab.  | Naoki Yokomizo         | Dallara Nissan-Tomei | 4     | Retrait         | -12           |
| Ab.  | Filip Salaquarda       | Dallara Opel-Spiess  | 3     | Retrait         | -4            |
| Ab.  | Kohei Hirate           | Dallara Opel-Spiess  | 1     | Collision       | -6            |
| Ab.  | Bruno Senna            | Dallara Honda-Mugen  | 1     | Collision       | =             |

Légende :
- Ab. = Abandon
- Meilleur tour : Loïc Duval en 2 min 11 s 929.